# Amtsgericht Osterholz-Scharmbeck
Das Amtsgericht Osterholz-Scharmbeck ist eines von zehn Amtsgerichten im Bezirk des Landgerichts Verden. Es hat seinen Sitz in Osterholz-Scharmbeck in Niedersachsen. 
Zuständig ist das Amtsgericht Osterholz-Scharmbeck für den Landkreis Osterholz. Ihm ist das Landgericht Verden übergeordnet. Zuständiges Oberlandesgericht ist das Oberlandesgericht Celle. 
Seit 2005 ist das Amtsgericht Walsrode für die Führung des Handels-, des Genossenschafts- und des Vereinsregisters im Landgerichtsbezirk Verden ausschließlich zuständig. Das Partnerschaftsregister wird seit dem 1. August 2005 zentral bei dem Amtsgericht Hannover geführt. Für Insolvenzverfahren ist das Amtsgericht Verden (Aller) zuständig.

## Geschichte
Das Amtsgericht Osterholz war ein Gericht der ordentlichen Gerichtsbarkeit in Osterholz.
Nach der Revolution von 1848 wurde im Königreich Hannover die Rechtsprechung von der Verwaltung getrennt und die Patrimonialgerichtsbarkeit abgeschafft.
Das Amtsgericht wurde daraufhin mit der Verordnung vom 7. August 1852 die Bildung der Amtsgerichte und unteren Verwaltungsbehörden betreffend als königlich hannoversches Amtsgericht gegründet. 
Es umfasste das Amt Osterholz.
Das Amtsgericht war dem Obergericht Verden untergeordnet. Mit der Annexion Hannovers durch Preußen wurde es zu einem preußischen Amtsgericht in der Provinz Hannover.

## Gebäude
Das Amtsgericht befindet sich in den denkmalgeschützten zweigeschossigen historisierenden und verklinkerten Gebäuden (siehe auch Liste der Baudenkmale in Osterholz-Scharmbeck):
- Klosterplatz 1 von 1858 mit Walmdach und symmetrischen Fassaden mit mittigem vorgezogenem Giebelrisalit,[5]
- seit 1973 im ehemaligen Kreishaus Rübhofstraße 4 von 1908.[6]